# Roger Boyer
Roger Boyer, né le 24 avril 1911 à Méailles dans les Basses-Alpes (aujourd'hui Alpes-de-Haute-Provence) et mort le 28 août 1944 à Nice, est un résistant français et membre des FTPF.

## Biographie
Il fréquente l’école primaire de garçons Vernier puis travaille avec son frère aîné comme peintre dans le bâtiment.
Il réside avec son épouse, dans le lotissement Lorenzi, au numéro 54 de l’avenue Saint-Barthélemy.
Le 28 août 1944, lors de la libération de la ville, il meurt vers onze heures au poste du passage à niveau (actuel carrefour du 28-Août), tué par un éclat d'obus de mortier tiré par les Allemands depuis la colline de Gairaut. À ce carrefour, une plaque commémorative évoque le prix de son courage, et à quelques dizaines de mètres de son domicile, au bas de l’avenue Saint-Barthélemy, un square de plus de mille mètres carrés, bien aménagé et verdoyant, porte son nom.
Mort pour la France, suivant la lettre du 16 mars 1945, du Secrétariat Général aux Anciens Combattants.